# Marc C. Woehr

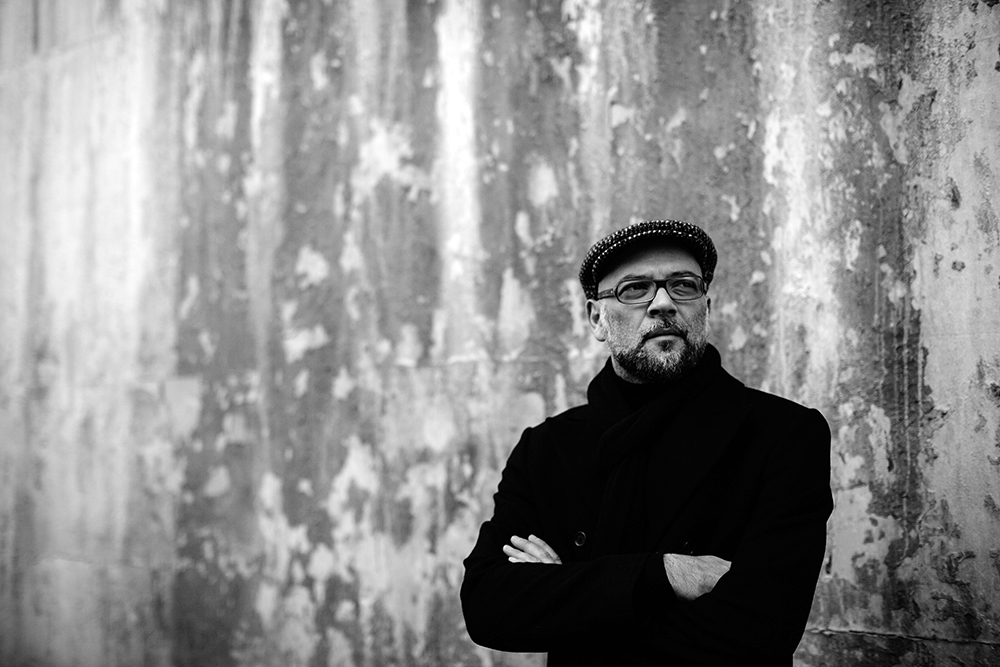
Marc C. Woehr 2018 in Madrid.

Marc C. Woehr (* 29. Dezember 1973 in Heilbronn) ist ein deutscher zeitgenössischer Künstler, der für seine skulpturalen Holzreliefs und monumentalen Stadtgemälde bekannt ist. Der ehemalige Graffiti-Sprayer stellt heute in internationalen Galerien und Kunstmessen aus.

## Leben
Aufgewachsen in Neckarsulm, zog es Marc C. Woehr als Jugendlichen in den 80er-Jahren auf der Suche nach Freiheit, Raum und Ausdruck in das nahe gelegene Heilbronn. Dort war er Teil einer Gruppe, deren Kultur von der aus den USA kommenden Skateboard- und Hip-Hop-Welle geprägt war. Seinen Alltag bestimmten fortan selbst gebaute Mini-Quater-Ramps und Hip-Hop. Dies änderte sich, als einer der Skater einen Edding mitbrachte und anfing, damit zu taggen. Fasziniert und beeindruckt, begann Woehr selbst zu taggen, merkte jedoch schnell, dass ihm Taggen alleine nicht reichte und er größere Bilder an auffälligen Orten malen wollte. Frei nach dem Motto „Go big or go home“. Das Sprühen unter freiem Himmel prägte nun seinen Alltag und die Kunst des Graffitos entwickelte sich zur Leidenschaft.
Da Graffiti zu der Zeit noch neu und unbekannt waren, war es möglich, am helllichten Tag zu sprühen und interessierte Blicke von Passanten auf sich zu ziehen. Ärger gab es anfangs kaum. Jedoch entstanden schnell Konflikte zwischen den Gruppen in Heilbronn, wenn es darum ging, welche Gang die coolste sei.
Neue Styles und Weiterentwicklungen im Graffito lernte Woehr durch Graffiti-Fanzines sowie durch Jams in unterschiedlichen Städten kennen. Auf den Jams repräsentierten er und seine Freunde nach guten alten Hip-Hop-Gepflogenheiten nicht nur Heilbronx, sondern knüpfte auch etliche Kontakte. Unter anderem lernte er so in Basel DARE kennen, zu dem er bis zu dessen Tod eine Freundschaft pflegte.
Während seiner Ausbildung als Werkzeugmacher rückte das Malen etwas in den Hintergrund. Anfang der 90er malte Woehr konstanter und ernsthafter. Als sich die Techno-Szene mit ihren vielen illegalen Partys in Heilbronn entwickelte, zog es Woehr mit einem Drang nach Veränderung nach Mainz, wo er eine Zivildienststelle antrat. Mit seiner Hall of Fame auf dem Wiesbadener Schlachthof-Areal war das Rhein-Main-Gebiet bereits ein Graffiti-Mekka. Durch das Skaten knüpfte Woehr schnell neue Kontakte und malte selbst ganz legal auf dem Schlachthof-Gelände. Die vielen bemalten Hallen versprühten nicht nur ein urbanes Feeling, sondern lockten auch viele internationale Künstler zum ersten Wallstreet-Meeting an. Zu diesem Zeitpunkt beschäftigte sich Woehr mehr aus Spaß als mit der Intention, für Galerien zu produzieren, schon mit dem Medium Leinwand und hatte einige kleinere Ausstellungen in Mainz und Heilbronn. Durch seinen Vollzeitjob in Mainz fehlte ihm jedoch die nötige Zeit, ernsthaft künstlerisch tätig zu sein. Als sich sein Kunstverständnis wandelte und es ihm nicht mehr ausreichte, nachts im Außenraum und hektisch, weil das Sprühen nun illegal war, zu arbeiten, beschloss er im Jahr 2000, seine künstlerische Begabung zum Beruf zu machen, und begann eine Mediengestalter-Ausbildung in Stuttgart. 2004 folgte die Gründung einer Agentur zusammen mit einem Freund. Heute führt Woehr die Agentur „MfG – Muster für Gestaltung“ alleine und setzt immer noch Aufträge mit Elementen aus der Urban- und Streetart für bekannte Kunden um. Da sein klar definiertes Ziel, „Kunst zu produzieren“, jedoch nicht seine Hauptaufmerksamkeit hatte, nahm er weniger Agentur-Jobs an, um mehr Zeit fürs Malen zu haben.
2008 hatte Woehr die ersten Erfolge als Künstler. Im selben Jahr lernte er FRERK kennen, mit dem er auf der Art Basel auf dem Boot durch MODART ausstellte. Ihr gemeinsam produziertes Bild verkaufte sich schnell. Gleichzeitig erhielt Woehr in der Carhartt-Galerie in Weil am Rhein die Möglichkeit, seine Arbeiten zu präsentieren. Seine Motivation steigerte sich dadurch noch weiter und er investierte durch den Verkauf seiner Bilder in neue Arbeitsmaterialien. Daraufhin folgte, ebenfalls durch eine Anfrage von MODART, die Möglichkeit, gemeinsam mit FRERK auf der Art Basel in Miami Beach beim Primary Flight mitzuwirken. Hierbei entstand eine 40 Meter lange Fassade zwischen Werken von Obey (Shepard Fairy), WK und Mr. Brainwash, die alle drei zu den bekanntesten Personen der Urban-Art-Szene weltweit zählen. Hierdurch erlangte auch Woehr weitere Aufmerksamkeit.
2009, anlässlich des 20. Jahrestages des Mauerfalls, gestaltete Woehr riesige Dominosteine. Diese standen symbolisch für den Mauerfall und wurden durch ganz Berlin zum Fallen gebracht.
2010 wurde Wöhr für sein künstlerisches Talent ausgezeichnet und wurde eingeladen, zusammen mit vier weiteren Künstlern Deutschland mit einer Urban-Art-Arbeit bei der internationalen Wanderausstellung „FIFA Fine Art“, die anlässlich der FIFA-Weltmeisterschaft in Südafrika stattfand, zu repräsentieren.
2013 gründete er die Urban Art Gallery Stuttgart, eine Galerie für urbane und zeitgenössische Kunst, und bot bekannten nationalen und internationalen Künstlern wie auch jungen Talenten einen White Cube, um ihre Arbeiten zu präsentieren. Da die Zeit immer mehr fehlte, um gute Ausstellungen zu kuratieren, schloss Woehr Ende 2017 vorerst die Ausstellungsräume.
2016 gestaltete Woehr am Wendlinger Bahnhof eine 640 Quadratmeter große Rückwand einer Lagerhalle. Das bisher größte Werk des Künstlers, der damit einen Beitrag zur städtebaulichen Entwicklung leistete, ist täglich vielen Fahrgästen zugänglich. Die Größe der gestalteten Wand ist außergewöhnlich, da es in Deutschland selten so groß bemalte Flächen gibt.
2019 entwickelte Woehr zusammen mit Joschka Bödecker, einem Juniorprofessor für Neurorobotik an der Universität Freiburg, für das 250 Quadratmeter große Sonnensegel der Universitätsbibliothek ein Motiv zum Thema Künstliche Intelligenz. Die Universität Freiburg wollte im Zuge ihres Projektes Standwandforschung mittels Streetart eine Debatte über Künstliche Intelligenz einer breiteren Masse zugänglich machen. Bei jedem Kunstwerk arbeiteten ein Künstler und ein Experte aus der KI-Forschung zusammen. Bei Woehr und Bödecker entstand ein Werk, das von der Epilepsie-Forschung, mit der sich Bödecker hauptsächlich beschäftigt, inspiriert wurde. Dem Betrachter blieb jedoch selbst viel Freiraum zur Interpretation.

## Privat
Marc C. Woehr lebt und arbeitet als freischaffender Künstler in Stuttgart.

## Werk
Marc C. Woehr’s Werke finden weltweit Beachtung und wurden bisher unter anderem in Galerien und auf Ausstellungen in Paris, Los Angeles, Barcelona, London, Madrid, Miami und Washington, D.C. gezeigt. Das zentrale Thema aller Werke ist das urbane Geschehen, das den Wahl-Stuttgarter fasziniert. Der urbane Raum stellt für ihn eine große Inspirationsquelle dar, die er in seinen Arbeiten genauestens untersucht hat. Die Straße sieht er als kleinste Einheit, die Stadt als die große Struktur. Architekturen mit ihren unterschiedlichen Winkeln und Perspektiven interessieren ihn. Er baut sich seine eigenen Welten. Diese erschafft er in seinen Gemälden aus einem Mix aus Acryl- und Ölfarbe, sowie der Sprühdose, aber auch aus Spachtelmasse, Kreide, Kleister oder Bleistift, auch aus Materialien, wie Karton, Holz, Metall oder Eisenpulver. Der Mix dieser unterschiedlichen Materialien und Techniken reizt Woehr, denn sie geben den Gemälden nicht nur Strukturen, sondern erzeugen auch eine gewisse Energie. Eine Energie, die laut Woehr vor allem aus der Nacht hervorgeht. Es wundert daher nicht, dass sich oft Nachtszenerien in seinen Gemälden finden lassen.
Seine frühen Collagen, die Kompositionen aus Zeitungsausschnitten, Fotografien und Malerei sind, erinnern an DADA und an das Bauhaus der 1920er-Jahre. Mit der Kunst dieser Zeit hat sich Woehr eingehend auseinandergesetzt. Daraus entstanden sind zeitgemäße, frische Arbeiten, die bereits als Vorarbeiten für seine späteren Holzreliefs gesehen werden können.

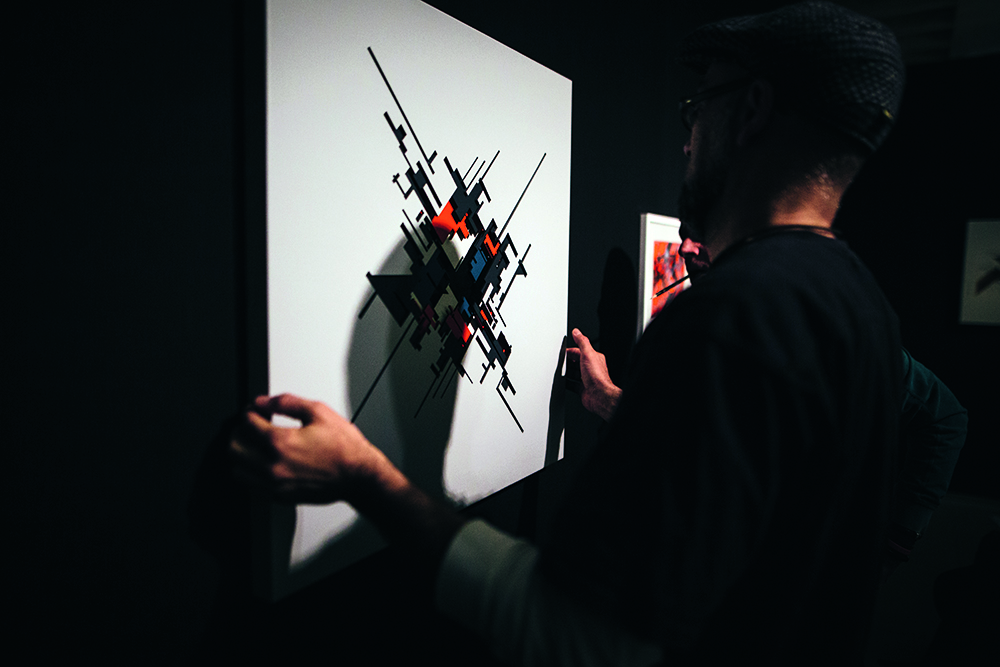
Marc C. Woehr auf der Urvanity Art Fair 2018 in Madrid.

Seine Arbeiten beschreibt er selbst als maskulin aufgrund der harten Linien und Kanten. Meist weisen seine Werke starke Kontraste und wenig Farben auf. Er benutzt gerne seine Lieblingsfarben Orange, Grau, Rot, Weiß und Schwarz – diese vor allem für seine unverkennbare Holzwerke, für die er international bekannt ist und die zu seinem Markenzeichen geworden sind. Farben, die unausweichlich auch an die Hauptvertreter der Russischen Avantgarde erinnern, an El Lissitzky oder Kasimir Malewitsch. Nicht nur durch die Farben und Formen lassen sich Relationen zwischen den Werken Malewitschs, Lissitzkys und Woehrs erkennen, sondern auch durch den Inhalt. Denn für die Avantgardisten war es, ebenso wie es nun für Woehr ist, von Bedeutung, Raumkonstruktionen zu entwerfen und neue Realitäten und Zukunftsstädte zu kreieren.

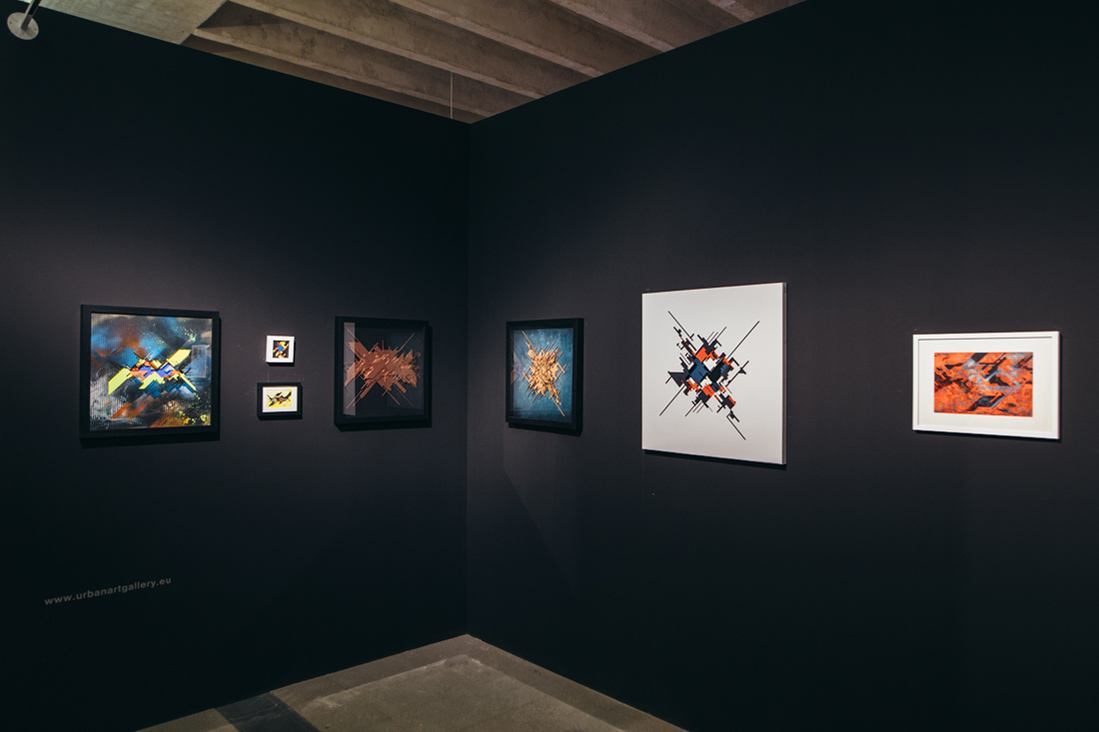
Werke Woehrs auf der Urvanity Art Fair 2018 in Madrid.

In Woehrs Atelier steht seit 2016 ein tonnenschwerer Laser, mit dem er die einzelnen Schichten aus Papier, Holz oder Pappe zuschneidet, die er für seine zuvor am Computer entworfenen, vielschichtigen und großen Reliefs benötigt. Die einzelnen Teile arrangiert und setzt Woehr von Hand zusammen, teils naturbelassen, teils besprüht, und erschafft so durch die unterschiedlichen Schichten einen dreidimensionalen Raum. Im fertigen Kunstwerk mit seiner einzigartigen Kombination sieht man nicht nur deutlich die Handschrift und Kreativität von Woehr, sondern auch eine Klarheit und Präzision aufgrund eines computergenerierten Designs und einer computergenerierten Herstellung. Der Ausgangspunkt jedes Reliefs ist wieder ein Ort, eine Stadt, die Woehr einst besucht hat, jedoch möchte er sie nicht realistisch darstellen. Die Reliefs, die einen Ort aus der Vogelperspektive zeigen, haben viele Ebenen und lassen dem Betrachter viel Raum für eigene Interpretationen. Der Ort selbst wird nur in den entsprechenden Geodaten, die zugleich der Titel des Werkes sind, festgehalten.

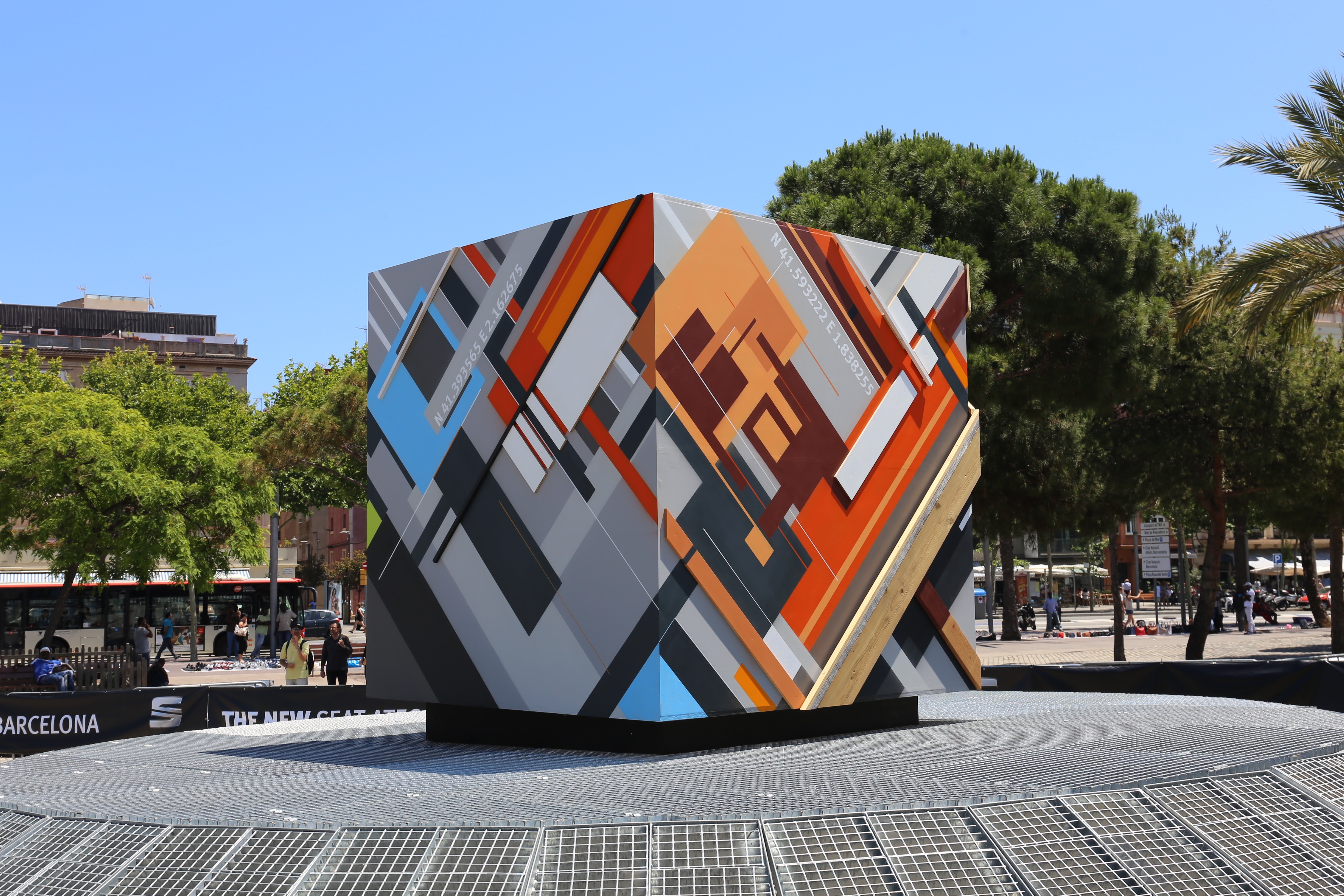
Marc C. Woehr in Barcelona.

Die so entstehenden Werke scheinen aus der Leinwand herauszukommen und lassen sich zwischen den Wandobjekten von Wladimir Tatlin und den Gemälden von El Lissitzky einordnen. Woehrs Werke durchbrechen die Grenze, die die Leinwand zwischen dem Betrachterraum und dem Bild kennzeichnet, und gleichzeitig bleiben sie mit dieser in Kontakt. Woehr arbeitet jedoch nicht nur aus der Leinwand heraus, sondern auch in deren Tiefe hinein. Er erforscht, was hinter der Leinwandgrenze liegt und erschafft Schicht um Schicht Negativreliefs. Diese ziehen den Betrachter in die Tiefe einer fiktiven Stadtarchitektur.
Mit seinen unbemalten seit 2013 entstehenden Holzreliefs gelingt Woehr das völlige Ablösen der Formen vom Bildträger. Die architektonischen Formen hängen vor der Wand und schweben im Raum. Die Wand selbst ist nun der Bildträger, wodurch die konstruierten Architekturen direkt in den Raum eingebunden werden. Bei der Entstehung der Holzreliefs kommen keine Farben, kein Computer zum Einsatz. Woehr lässt die Materialien pur und entfernt sich dadurch nicht nur von der Malerei, sondern erschafft dadurch auch eine Lebendigkeit der Objekte in seinen Konstruktionen.

## Ausstellungen (Auswahl)
- 2005: Gemeinsam Leben, Gruppenausstellung, Ministerium für Soziales und Integration Baden-Württemberg, Stuttgart, Deutschland.

- 2008: Exhibition for Urban Arts, Carhartt Gallery, Weil am Rhein, Deutschland.
- 2008: Primary Flight, MODART, Miami Art Basel, Miami Beach, USA.
- 2008: MODART, Art Basel, Basel, Schweiz.
- 2009: 20 Years Fall of the Berlin Wall, Berlin, Deutschland.
- 2009: Old Skollin for the Children, ART WHINO, Washington DC, USA.
- 2009: Frerk & Marc C Woehr, Carmichael Gallery, Los Angeles, USA
- 2009: Inked Souls, ART WHINO, Washington DC, USA.
- 2010: International Fine Art Collection, Wanderausstellung Beginn in Afrika.
- 2010: G40: The Summit, ART WHINO, Washington DC, USA.
- 2010: Art.Fair21 Blooom, Die Kunstagentin, Köln, Deutschland.
- 2011: Dirty Works Volume II, 30works Galerie, Köln, Deutschland.
- 2012: International Art Festival, Kerteminde, Dänemark.
- 2012: Stroke, Urban Art Gallery, München, Deutschland
- 2012: Solo, Urban Art Gallery, Stuttgart, Deutschland.
- 2012: Parallax AF, Urban Art Gallery, London, UK.
- 2012: Affordable Art Fair Milano, L’art Industriel, Mailand, Italien.
- 2013: Stroke, Urban Art Fair, München, Deutschland.
- 2014: Flashback, Einzelausstellung, Urban Art Gallery, Stuttgart, Deutschland.
- 2014: Dirty Works Volume 5, 30works Galerie, Köln, Deutschland.
- 2014: Millerntor Gallery, Viva con Agua, Hamburg, Deutschland.
- 2014: City Vibes, WOW-WilliBender Gallery, Heidelberg, Deutschland.
- 2014: Urban Playground, Urban Art Gallery, Stuttgart, Deutschland.
- 2015: Superfine, Image Gallery NYC, Miami Art Basel, Miami Beach, USA.
- 2015: Berliner Liste, Galerie Kerstan, Berlin, Deutschland.
- 2015: Die Grenzlandaustellung, Gruppenausstellung, Kunstverein Apenrade, Apenrade, Dänemark.
- 2015: Varietas, Gruppenausstellung, Galerie Mauritiushof, Bad Zurzach, Schweiz.
- 2015: Urban Beauty, Gruppenausstellung, Urban Art Gallery, Stuttgart, Deutschland.
- 2016: 8e Avenue, From Graffiti to Relief, Urban Art Gallery, Paris, Frankreich.
- 2016: Coming from the Basics, ARTCAN GALLERY, Gruppenausstellung, Montpellier, Frankreich.
- 2016: Urban Art Fair, Urban Art Gallery, Paris, Frankreich.
- 2017: Urbstractions, Pretty Portal Gallery, Düsseldorf, Deutschland.
- 2017: Art Elysees, Galerie ANGE BASSO, Paris, Frankreich.
- 2017: Urban Art Fair, Urban Art Gallery, Paris, Frankreich.
- 2017: Art Up, Urban Art Gallery, Lille, Frankreich.
- 2017: Urvanity Art Fair, Urban Art Gallery, Madrid, Spanien.
- 2018: Scope Art Fair, Urban Art Gallery, Basel, Schweiz.
- 2018: Urban Art Fair, Galerie Pretty Portal, Paris, Frankreich.
- 2018: Urvanity Art Fair, Urban Art Gallery, Madrid, Spanien.
- 2018: Art Up, Galerie ANGE BASSO, Lille, Frankreich.
- 2019: Marc C. Woehr & Friends, Urban Art Gallery Pop-up, Stuttgart, Deutschland.